# Хонда Кейсуке
Хо́нда Ке́йсуке  (яп. 本田圭佑, ほんだけいすけ; 13 червня 1986, Сеццу) — японський футболіст, атакувальний півзахисник. Виступав за збірну Японії. Головний тренер збірної Камбоджі з футболу.

## Біографія

### Клубна кар'єра
Провів три сезони за клуб з «Нагоя Грампус», забивши 11 м'ячів у 90 матчах, після чого вирушив у Нідерланди, де опинився перед початком другого кола чемпіонату сезону 2007/08 у «ВВВ-Венло». Хонда з'явився у не найвдаліший момент: команда до останнього боролася за виживання, однак у перехідних матчах все-таки залишила Ередивізі. Клуб Хонди після пониження в класі втратив багатьох лідерів, і Кейсуке виявився провідним гравцем команди, забивши 16 м'ячів і дозволивши клубу тріумфально повернутися в еліту з першого місця в Еерсте-Дивізі. Хонду визнано найкращим футболістом ліги. При цьому Хонда не приховував[джерело?], що скромний голландський клуб — лише трамплін на шляху до слави, тому у 2010 році, перетворившись на лідера команди, одного з найбільш багатообіцяючих гравців чемпіонату, за нього розгорнулася справжня сутичка, на випередження зіграв ЦСКА, придбавши гравця, не чекаючи завершення сезону в Європі. Він став першим японцем у російському чемпіонаті.
Перед початком сезону 2013/14 стало зрозуміло, що Кейсуке не підписуватиме новий контракт, тому змінить клуб під час зимового трансферного вікна. 5 січня був офіційно представлений як гравець «Мілана», отримав номер 10. Перший матч у Серії «А» провів 12 січня проти «Сассуоло»(3:4). Вийшов на поле на 66-й хвилині замість Робіньо. Відмітився ударом у стійку воріт. Уже 14 січня тимчасовий виконувач обов'язків головного тренера Мауро Тассотті заявив, що наступний кубковий матч проти «Спеції» японець розпочне в стартовому складі. Всього до кінця сезону в «Мілані» зіграв 12 поєдинків і відзначився 2 голами та 3 гольовими передачами. Протягом наступних двох сезонів був гравцем основного складу міланського клубу, а вже з сезону 2016/17 виходив на поле епізодами.
Влітку 2017 року перейшов до мексиканської «Пачуки».

## Кар'єра у збірних
Протягом 2005—2008 років залучався до складу молодіжної збірної Японії. На молодіжному рівні зіграв у 19 офіційних матчах, забив 5 голів.
Влітку 2008 року дебютував в офіційних матчах у складі національної збірної Японії. Спочатку грав за збірну нерегулярно, оскільки не завжди привертав увагу тренерів, граючи у другому голландському дивізіоні. Та й наставник не ризикував використовувати його з Накамурою одночасно.
Тому у відбірковому турнірі чемпіонату світу 2010 провів лише 3 матчі. А ось уже в першому матчі своєї збірної у фінальній частині чемпіонату світу 2010 вийшов в «основі» і забив єдиний і переможний гол в ворота Камеруна. Відтоді став стабільним гравцем основного складу національної команди, а згодом й її ключовим гравцем.
На чемпіонату світу 2014 року взяв участь в усіх трьох матчах групового етапу і забив 1 гол, який утім не допоміг японцям подолати групову стадію.
31 травня 2018 року був включений до заявки збірної на свою третю світову першість — тогорічний чемпіонат світу.

## Статистика виступів

### Статистика клубних виступів
Станом на 30 січня 2018 року
| Сезон                     | Команда                   | Чемпіонат                 | Чемпіонат | Чемпіонат | Національний кубок | Національний кубок | Національний кубок | Континентальні кубки | Континентальні кубки | Континентальні кубки | Інші змагання | Інші змагання | Інші змагання | Усього | Усього |
| Сезон                     | Команда                   | Ліга                      | Ігор      | Голів     | Ліга               | Ігор               | Голів              | Ліга                 | Ігор                 | Голів                | Ліга          | Ігор          | Голів         | Ігор   | Голів  |
| ------------------------- | ------------------------- | ------------------------- | --------- | --------- | ------------------ | ------------------ | ------------------ | -------------------- | -------------------- | -------------------- | ------------- | ------------- | ------------- | ------ | ------ |
| 2004                      | «Нагоя Грампус»           | J1                        | 0         | 0         | КІ                 | 1                  | 0                  | -                    | -                    | -                    | -             | -             | -             | 1      | 0      |
| 2005                      | «Нагоя Грампус»           | J1                        | 31        | 2         | КІ+КДжЛ            | 2+2                | 0                  | -                    | -                    | -                    | -             | -             | -             | 35     | 2      |
| 2006                      | «Нагоя Грампус»           | J1                        | 29        | 6         | КІ+КДжЛ            | 1+4                | 0+2                | -                    | -                    | -                    | -             | -             | -             | 34     | 8      |
| 2007                      | «Нагоя Грампус»           | J1                        | 30        | 3         | КІ+КДжЛ            | 2+3                | 0                  | -                    | -                    | -                    | -             | -             | -             | 35     | 3      |
| Усього за «Нагоя Грампус» | Усього за «Нагоя Грампус» | Усього за «Нагоя Грампус» | 90        | 11        |                    | 15                 | 2                  |                      | -                    | -                    |               | -             | -             | 105    | 13     |
| січ.-черв. 2008           | «ВВВ-Венло»               | ЕД                        | 14+3      | 2+0       | -                  | -                  | -                  | -                    | -                    | -                    | -             | -             | -             | 17     | 2      |
| 2008–09                   | «ВВВ-Венло»               | 1Д                        | 36        | 16        | КН                 | 1                  | 0                  | -                    | -                    | -                    | -             | -             | -             | 37     | 16     |
| 2009-січ. 2010            | «ВВВ-Венло»               | ЕД                        | 18        | 6         | КН                 | 2                  | 2                  | -                    | -                    | -                    | -             | -             | -             | 20     | 8      |
| Усього за «ВВВ-Венло»     | Усього за «ВВВ-Венло»     | Усього за «ВВВ-Венло»     | 68+3      | 24+0      |                    | 3                  | 2                  |                      | -                    | -                    |               | -             | -             | 74     | 26     |
| 2010–11                   | ЦСКА (Москва)             | ПЛ                        | 28        | 4         | КР                 | 1                  | 0                  | ЛЧ+ЛЄ                | 4+6                  | 1+1                  | СР            | 1             | 0             | 40     | 6      |
| 2011–12                   | ЦСКА (Москва)             | ПЛ                        | 25        | 8         | КР+КР              | 4+1                | 0                  | ЛЄ+ЛЧ                | 2+1                  | 0                    | СР            | 1             | 0             | 34     | 8      |
| 2012–13                   | ЦСКА (Москва)             | ПЛ                        | 23        | 7         | КР                 | 3                  | 1                  | ЛЄ                   | 2                    | 1                    | -             | -             | -             | 28     | 9      |
| 2013-січ.2014             | ЦСКА (Москва)             | ПЛ                        | 18        | 1         | КР                 | 0                  | 0                  | ЛЧ                   | 6                    | 2                    | СР            | 1             | 2             | 25     | 5      |
| Усього за ЦСКА            | Усього за ЦСКА            | Усього за ЦСКА            | 94        | 20        |                    | 9                  | 1                  |                      | 21                   | 5                    |               | 3             | 2             | 127    | 28     |
| січ.-черв. 2014           | «Мілан»                   | A                         | 14        | 1         | КІ                 | 2                  | 1                  | ЛЧ                   | -                    | -                    | -             | -             | -             | 16     | 2      |
| 2014–15                   | «Мілан»                   | A                         | 29        | 6         | КІ                 | 1                  | 0                  | -                    | -                    | -                    | -             | -             | -             | 30     | 6      |
| 2015–16                   | «Мілан»                   | A                         | 30        | 1         | КІ                 | 7                  | 1                  | -                    | -                    | -                    | -             | -             | -             | 37     | 2      |
| 2016–17                   | «Мілан»                   | A                         | 8         | 1         | КІ                 | 1                  | 0                  | -                    | -                    | -                    | СІ            | 0             | 0             | 9      | 1      |
| Усього за «Мілан»         | Усього за «Мілан»         | Усього за «Мілан»         | 81        | 9         |                    | 11                 | 2                  |                      | -                    | -                    |               | 0             | 0             | 92     | 11     |
| 2017–18                   | «Пачука»                  | ПД                        | 17        | 5         | КМ                 | 5                  | 3                  | -                    | -                    | -                    | КЧС           | 2             | 0             | 24     | 8      |
| Усього за кар'єру         | Усього за кар'єру         | Усього за кар'єру         | 352       | 69        |                    | 43                 | 10                 |                      | 21                   | 5                    |               | 5             | 2             | 421    | 86     |

### Статистика виступів за збірну
Станом на 30 травня 2018 року
| Дата       | Місто                       | Господарі         | Результат             | Гості             | Турнір                        | Голи | Примітки  |
| ---------- | --------------------------- | ----------------- | --------------------- | ----------------- | ----------------------------- | ---- | --------- |
| 22-06-2008 | Сайтама                     | Японія            | 1 – 0                 | Бахрейн           | Відбір до ЧС 2010             | -    | 19' 80'   |
| 28-01-2009 | Ріффа                       | Бахрейн           | 1 – 0                 | Японія            | Відбір до Кубка Азії 2011     | -    | 63'       |
| 27-05-2009 | Осака                       | Японія            | 4 – 0                 | Чилі              | Kirin Cup                     | 1    |           |
| 31-05-2009 | Токіо                       | Японія            | 4 – 0                 | Бельгія           | Kirin Cup                     | -    | 46'       |
| 06-06-2009 | Ташкент                     | Узбекистан        | 0 – 1                 | Японія            | Відбір до ЧС 2010             | -    | 66'       |
| 10-06-2009 | Йокогама                    | Японія            | 1 – 1                 | Катар             | Відбір до ЧС 2010             | -    | 81'       |
| 05-09-2009 | Енсхеде                     | Нідерланди        | 3 – 0                 | Японія            | товариський матч              | -    | 46'       |
| 09-09-2009 | Утрехт                      | Японія            | 4 – 3                 | Гана              | товариський матч              | -    | 69'       |
| 10-10-2009 | Йокогама                    | Японія            | 2 – 0                 | Шотландія         | товариський матч              | 1    |           |
| 14-10-2009 | Повіт Міяґі                 | Японія            | 5 – 0                 | Того              | товариський матч              | 1    | 46'       |
| 14-11-2009 | Порт-Елізабет               | ПАР               | 0 – 0                 | Японія            | товариський матч              | -    | 59'       |
| 03-03-2010 | Тойота                      | Японія            | 0 – 0                 | Бахрейн           | Відбір до Кубка Азії 2011     | 1    |           |
| 24-05-2010 | Сайтама                     | Японія            | 0 – 2                 | Південна Корея    | товариський матч              | -    | 72'       |
| 30-05-2010 | Грац                        | Японія            | 1 – 2                 | Англія            | товариський матч              | -    |           |
| 04-06-2010 | Сьйон                       | Японія            | 0 – 2                 | Кот-д'Івуар       | товариський матч              | -    | 46'       |
| 14-06-2010 | Блумфонтейн                 | Японія            | 1 – 0                 | Камерун           | ЧС 2010 - 1-й етап            | 1    |           |
| 19-06-2010 | Дурбан                      | Нідерланди        | 1 – 0                 | Японія            | ЧС 2010 - 1-й етап            | -    |           |
| 24-06-2010 | Рустенбург                  | Данія             | 1 – 3                 | Японія            | ЧС 2010 - 1-й етап            | 1    |           |
| 29-06-2010 | Преторія                    | Парагвай          | 0 – 0 д.ч. (5-3 п.п.) | Японія            | ЧС 2010 - 1/8 фіналу          | -    | 93'       |
| 04-09-2010 | Йокогама                    | Японія            | 1 – 0                 | Парагвай          | товариський матч              | -    | 78'       |
| 07-09-2010 | Осака                       | Японія            | 2 – 1                 | Гватемала         | товариський матч              | -    |           |
| 08-10-2010 | Сайтама                     | Японія            | 1 – 0                 | Аргентина         | товариський матч              | -    |           |
| 12-10-2010 | Сеул                        | Південна Корея    | 0 – 0                 | Японія            | товариський матч              | -    |           |
| 09-01-2011 | Доха                        | Японія            | 1 – 1                 | Йорданія          | Кубок Азії 2011 - 1-й етап    | -    | 90'       |
| 13-01-2011 | Доха                        | Сирія             | 1 – 2                 | Японія            | Кубок Азії 2011 - 1-й етап    | 1    |           |
| 21-01-2011 | Доха                        | Японія            | 3 – 2                 | Катар             | Кубок Азії 2011 - чвертьфінал | -    |           |
| 25-01-2011 | Доха                        | Японія            | 2 – 2 д.ч. (3-0 п.п.) | Південна Корея    | Кубок Азії 2011 - півфінал    | -    |           |
| 29-01-2011 | Доха                        | Австралія         | 0 – 1 д.ч.            | Японія            | Кубок Азії 2011 - Фінал       | -    | 4-й титул |
| 01-06-2011 | Ніїґата                     | Японія            | 0 – 0                 | Перу              | Kirin Cup                     | -    | 46' 74'   |
| 07-06-2011 | Йокогама                    | Японія            | 0 – 0                 | Чехія             | Kirin Cup                     | -    |           |
| 10-08-2011 | Саппоро                     | Японія            | 3 – 0                 | Південна Корея    | товариський матч              | 1    |           |
| 23-05-2012 | Сідзуока                    | Японія            | 2 – 0                 | Азербайджан       | товариський матч              | -    | 74'       |
| 03-06-2012 | Сайтама                     | Японія            | 3 – 0                 | Оман              | Відбір до ЧС 2014             | 1    |           |
| 08-06-2012 | Сайтама                     | Японія            | 6 – 0                 | Йорданія          | Відбір до ЧС 2014             | 3    | 57'       |
| 12-06-2012 | Брисбен                     | Австралія         | 1 – 1                 | Японія            | Відбір до ЧС 2014             | -    | 82'       |
| 15-08-2012 | Саппоро                     | Японія            | 1 – 1                 | Венесуела         | товариський матч              | -    |           |
| 06-09-2012 | Ніїґата                     | Японія            | 1 – 0                 | ОАЕ               | товариський матч              | -    | 63'       |
| 11-09-2012 | Сайтама                     | Японія            | 1 – 0                 | Ірак              | Відбір до ЧС 2014             | -    |           |
| 16-10-2012 | Вроцлав                     | Японія            | 0 – 4                 | Бразилія          | товариський матч              | -    |           |
| 14-11-2012 | Маскат                      | Оман              | 1 – 2                 | Японія            | Відбір до ЧС 2014             | -    |           |
| 06-02-2013 | Кобе                        | Японія            | 3 – 0                 | Латвія            | товариський матч              | 1    | 62'       |
| 04-06-2013 | Сайтама                     | Японія            | 1 – 1                 | Австралія         | Відбір до ЧС 2014             | 1    |           |
| 15-06-2013 | Бразиліа                    | Бразилія          | 3 – 0                 | Японія            | Кубок Конфедерацій            | -    | 88'       |
| 19-06-2013 | Ресіфі                      | Італія            | 4 – 3                 | Японія            | Кубок Конфедерацій            | 1    |           |
| 22-06-2013 | Белу-Оризонті               | Японія            | 1 – 2                 | Мексика           | Кубок Конфедерацій            | -    |           |
| 14-08-2013 | Повіт Міяґі                 | Японія            | 2 – 4                 | Уругвай           | товариський матч              | 1    |           |
| 06-09-2013 | Осака                       | Японія            | 3 – 0                 | Гватемала         | товариський матч              | 1    | 46'       |
| 10-09-2013 | Йокогама                    | Японія            | 3 – 1                 | Гана              | товариський матч              | 1    | 75'       |
| 11-10-2013 | Новий Сад                   | Сербія            | 2 – 0                 | Японія            | товариський матч              | -    | 86'       |
| 15-10-2013 | Мінськ                      | Білорусь          | 1 – 0                 | Японія            | товариський матч              | -    |           |
| 16-11-2013 | Генк                        | Нідерланди        | 2 – 2                 | Японія            | товариський матч              | 1    |           |
| 19-11-2013 | Брюссель                    | Бельгія           | 2 – 3                 | Японія            | товариський матч              | 1    | 67'       |
| 05-03-2014 | Токіо                       | Японія            | 4 – 2                 | Нова Зеландія     | товариський матч              | -    |           |
| 27-05-2014 | Сайтама                     | Японія            | 1 – 0                 | Кіпр              | товариський матч              | -    |           |
| 02-06-2014 | Тампа                       | Коста-Рика        | 1 – 3                 | Японія            | товариський матч              | -    |           |
| 06-06-2014 | Тампа                       | Японія            | 4 – 3                 | Замбія            | товариський матч              | 2    |           |
| 14-06-2014 | Ресіфі                      | Кот-д'Івуар       | 2 – 1                 | Японія            | ЧС 2014 - 1-й етап            | 1    |           |
| 19-06-2014 | Натал (Ріу-Гранді-ду-Норті) | Японія            | 0 – 0                 | Греція            | ЧС 2014 - 1-й етап            | -    |           |
| 24-06-2014 | Куяба                       | Японія            | 1 – 4                 | Колумбія          | ЧС 2014 - 1-й етап            | -    |           |
| 05-09-2014 | Саппоро                     | Японія            | 0 – 2                 | Уругвай           | товариський матч              | -    |           |
| 09-09-2014 | Йокогама                    | Японія            | 2 – 2                 | Венесуела         | товариський матч              | -    |           |
| 10-10-2014 | Ніїґата                     | Японія            | 1 – 0                 | Ямайка            | товариський матч              | -    |           |
| 14-10-2014 | Сінгапур                    | Японія            | 0 – 4                 | Бразилія          | товариський матч              | -    | 46'       |
| 14-11-2014 | Toyota                      | Японія            | 6 – 0                 | Гондурас          | товариський матч              | 1    |           |
| 18-11-2014 | Осака                       | Японія            | 2 – 1                 | Австралія         | товариський матч              | -    |           |
| 12-01-2015 | Ньюкасл (Австралія)         | Японія            | 4 – 0                 | Палестина         | Кубок Азії 2015 - 1-й етап    | 1    |           |
| 16-01-2015 | Брисбен                     | Ірак              | 0 – 1                 | Японія            | Кубок Азії 2015 - 1-й етап    | 1    | 90'       |
| 20-01-2015 | Мельбурн                    | Японія            | 2 – 0                 | Йорданія          | Кубок Азії 2015 - 1-й етап    | 1    |           |
| 23-01-2015 | Сідней                      | Японія            | 1 – 1 д.ч. (4-5 п.п.) | ОАЕ               | Кубок Азії 2015 - чвертьфінал | -    | Не забив  |
| 27-03-2015 | Ойта                        | Японія            | 2 – 0                 | Туніс             | товариський матч              | 1    | 60'       |
| 31-03-2015 | Токіо                       | Японія            | 5 – 1                 | Узбекистан        | товариський матч              | -    | 72'       |
| 29-03-2016 | Сайтама                     | Японія            | 5 – 0                 | Сирія             | Відбір до ЧС 2018             | 1    |           |
| 1-9-2016   | Сайтама                     | Японія            | 1 – 2                 | ОАЕ               | Відбір до ЧС 2018             | 1    |           |
| 6-9-2016   | Бангкок                     | Таїланд           | 0 – 2                 | Японія            | Відбір до ЧС 2018             | -    | 86'       |
| 6-10-2016  | Сайтама                     | Японія            | 2 – 1                 | Ірак              | Відбір до ЧС 2018             | -    | 81'       |
| 11-10-2016 | Мельбурн                    | Австралія         | 1 – 1                 | Японія            | Відбір до ЧС 2018             | -    | 84'       |
| 11-11-2016 | Касіма                      | Японія            | 4 – 0                 | Оман              | товариський матч              | -    | 60'       |
| 15-11-2016 | Токіо                       | Японія            | 2 – 1                 | Саудівська Аравія | Відбір до ЧС 2018             | -    | 46'       |
| 23-3-2017  | Ель-Айн                     | ОАЕ               | 0 – 2                 | Японія            | Відбір до ЧС 2018             | -    | 78'       |
| 28-3-2017  | Сайтама                     | Японія            | 4 – 0                 | Таїланд           | Відбір до ЧС 2018             | -    | 66'       |
| 7-6-2017   | Тьофу                       | Японія            | 1 – 1                 | Сирія             | товариський матч              | -    | 46'       |
| 13-6-2017  | Тегеран                     | Ірак              | 1 – 1                 | Японія            | Відбір до ЧС 2018             | -    |           |
| 5-9-2017   | Джидда                      | Саудівська Аравія | 1 – 0                 | Японія            | Відбір до ЧС 2018             | -    | 46'       |
| 23-3-2018  | Льєж                        | Японія            | 1 – 1                 | Малі              | товариський матч              | -    | 70'       |
| 27-3-2018  | Льєж                        | Японія            | 1 – 2                 | Україна           | товариський матч              | -    | 65'       |
| 30-5-2018  | Йокогама                    | Японія            | 0 – 2                 | Гана              | товариський матч              | -    | 59'       |
| Усього     |                             | Матчів            | 94                    |                   | Голів (5 місце)               | 36   |           |

## Досягнення
Командні
- Переможець Еерсте-Дивізі: 2008/09.
- Чемпіон Росії: 2012–13
- Володар Кубку Росії: 2010–11, 2012–13
- Володар Суперкубку Росії: 2013
- Володар Суперкубка Італії з футболу: 2016
- Переможець Кубку Азії: 2011
- Чемпіон Азербайджану: 2020–21

Індивідуальні
- Найкращий гравець Еерсте-Дивізі: 2008/09